# Paolo Paoletti
Paolo Paoletti (Frascati, 1º maggio 1952 – Grottaferrata, 29 marzo 2020) è stato un rugbista a 15, arbitro di rugby a 15 e attore teatrale italiano, il cui ruolo in carriera agonistica era quello di tallonatore.

## Biografia
Cresciuto nel Frascati, in cui debuttò nel 1969, ivi militò fino al 1972; per un biennio militò nel CUS Genova, giungendo secondo al suo primo anno a un solo punto dal Petrarca campione d'Italia; nel 1974 si trasferì al Brescia dove vinse lo scudetto alla sua prima stagione.
Esordì in Nazionale a Lisbona il 2 aprile 1972, in un incontro di Coppa delle Nazioni contro il Portogallo, e l'anno successivo prese parte al tour in Africa australe del 1973, la prima grande spedizione azzurra extraeuropea.
Furono in totale 20 gli incontri internazionali di Paoletti, l'ultimo dei quali nel 1976 a Parma contro la Romania; tra gli altri tour cui prese parte figurano quelli del 1974 in Inghilterra, del 1975 in Scozia e del 1976 in Galles.
Dopo il ritiro dalla carriera agonistica intraprese quella di arbitro dal 1982 al 1992, in parallelo alla sua professione di insegnante di scuola superiore.
Nel 2012 Paoletti fu in scena in teatro nel dramma Finding Murdoch, adattamento dall'originale inglese della neozelandese Margot McRae, che narra la storia di Keith Murdoch, ex giocatore degli All Blacks che, dopo essere stato escluso nel 1972 da un tour a causa di una rissa mentre la squadra era in Galles, non fece ritorno in patria e sparì in Australia, rendendosi irreperibile per anni.
Paoletti ha interpretato il protagonista della storia.
È scomparso il 29 marzo 2020 a Grottaferrata nel cui ospedale era ricoverato.

## Palmarès
- Campionati italiani: 1
Brescia: 1974-75